# Berzo Inferiore
Berzo Inferiore es una localidad y comune italiana de la provincia de Brescia, región de Lombardía, con 2.316 habitantes.

## Evolución demográfica
| Gráfica de evolución demográfica de Berzo Inferiore entre 1861 y 2001 |
|                                                                       |
| Fuente ISTAT - elaboración gráfica de Wikipedia                       |